# Olga Morózova
Olga Morózova (22 de febrero de 1949) fue una tenista rusa que estuvo en activo en la década de los 70. Fue la primera tenista soviética en alcanzar la élite mundial del tenis, ganando el primer Grand Slam para el tenis ruso siendo en dobles junto a Chris Evert.

## Biografía
Olga Vasílievna Morózova nació en Moscú (Unión Soviética). Se graduó en educación física en la Universidad de Moscú. Fue la primera tenista rusa en alcanzar las rondas finales de los torneos de Grand Slam. En 1968. junto al también soviético Alex Metreveli, alcanzó la final de Wimbledon en dobles mixto perdiendo ante los australianos Ken Fletcher y Margaret Court, repitiendo ronda y resultado dos años después (1970) frente al rumano Ilie Nastase y la estadounidense Rosemary Casals.
Sin embargo, la década de los 70 fue la que más éxitos deportivos le reportó. En 1974, jugó las finales de Roland Garros y Wimbledon perdiendo ambas contra Chris Evert. Estas derrotas no fueron problema para Morozova, que formó pareja de dobles con la norteamericana y se proclamaron campeonas de Wimbledon en dobles ese mismo año.
Entre 1975 y 1976, alcanzó la final de otros torneos de Grand Slam en la modalidad de dobles, pero no pudo coronarse en ninguno de ellos.
Olga Morozova ganó 9 torneos en individuales y 18 en la modalidad de dobles. Se retiró en 1977 en desacuerdo con la política soviética con los atletas sudafricanos, aunque volvió para jugar la Copa Federación entre 1978 y 1980. 
Después de su retirada, se convirtió en entrenadora de tenistas rusas como Elena Dementieva o Svetlana Kuznetsova entre otras. Desde 1991 a 1993 fue entrenadora del equipo británico de tenis.

## Carrera

### Torneos de Grand Slam

#### Finalista en individuales (2)
| Año  | Torneo        | Oponente en la final | Resultado |
| 1974 | Roland Garros | Chris Evert          | 1-6, 2-6  |
| 1974 | Wimbledon     | Chris Evert          | 0-6, 4-6  |

#### Torneos en dobles (1)
| Año  | Campeonato    | Compañera   | Rivales                        | Resultado     |
| 1974 | Roland Garros | Chris Evert | Gail Sherriff Katja Ebbinghaus | 6-4, 2–6, 6–1 |

#### Finalista en dobles (3)
| Año  | Campeonato                | Compañera      | Rivales                         | Resultado |
| 1974 | Abierto de Australia      | Margaret Court | Evonne Goolagong Peggy Michael  | 6-7, 6–7  |
| 1975 | Roland Garros             | Julie Anthony  | Chris Evert Martina Navratilova | 3-6, 2-6  |
| 1976 | Abierto de Estados Unidos | Virginia Wade  | Linky Boshoff Ilana Kloss       | 1-6, 4-6  |

#### Finalista en dobles mixtos (2)
| Año  | Campeonato | Compañera      | Rivales                      | Resultado     |
| 1968 | Wimbledon  | Alex Metreveli | Margaret Court Ken Fletcher  | 1-6, 12–14    |
| 1970 | Wimbledon  | Alex Metreveli | Rosemary Casals Ilie Nastase | 3-6, 6-4, 9-7 |

### Torneos (9)
| Titles by Surface |
| Cemento (1)       |
| Tierra (1)        |
| Hierba (5)        |
| Moqueta (2)       |

| No. | Fecha                  | Torneo       | Superficie | Rival en la final   | Resultado     |
| 1.  | 15 de febrero de 1971  | Moscú        | Moqueta    | Maria Kull          | 6–1, 7–5      |
| 2.  | 26 de abril de 1971    | Buenos Aires | Tierra     | Anna-Maria Nasuelli | 6–3, 6–4      |
| 3.  | 12 de junio de 1972    | Beckenham    | Hierba     | Jill Cooper         | 6-4, 6-1      |
| 4.  | 21 de agosto de 1972   | Mahwah       | Hierba     | Marina Kroschina    | 6–2, 6–7, 7–5 |
| 5.  | 18 de junio de 1973    | Queen's      | Hierba     | Evonne Goolagong    | 6–2, 6–3      |
| 6.  | 22 de abril de 1974    | Filadelfia   | Cemento    | Billie Jean King    | 7–6, 6–1      |
| 7.  | 2 de diciembre de 1974 | Adelaida     | Hierba     | Evonne Goolagong    | 7–6, 2–6, 6–2 |
| 8.  | 18 de enero de 1975    | Moscú        | Moqueta    | Elena Granaturova   | 6–0, 1–6, 6–4 |
| 9.  | 7 de junio de 1976     | Beckenham    | Hierba     | Marise Kruger       | 7–5, 2–6, 6–3 |

### Finalista (9)
- 1971: Sídney, pierde ante Margaret Court.
- 1972: Adelaida, pierde ante Evonne Goolagong.
- 1972: Perth, pierde ante Evonne Goolagong.
- 1972: Roma, pierde ante Linda Tuero.
- 1973: Akron, pierde ante Chris Evert.
- 1973: Kitzbühel, pierde ante Evonne Goolagong.
- 1974: Roland Garros, pierde ante Chris Evert.
- 1974: Wimbledon, pierde ante Chris Evert.
- 1974: Perth, pierde ante Margaret Court.